# Otto Schlesinger (Fabrikant)
Otto Schlesinger (1884–1940) war ein deutscher Manager.

## Leben
Schlesinger war in der Chemnitzer Textilindustrie tätig und war langjähriger Geschäftsführer der Trikotagenfabrik Marschel Frank Sachs Aktiengesellschaft zu Chemnitz.
1934 wurde er Aufsehen erregend entführt. Diese Entführung wurde in zeitgenössischen Medien und auch literarisch aufgegriffen.
Eine siebenköpfige SA-Bande entführte Otto Schlesinger auf offener Straße, verschleppte ihn nach Berlin und versuchte ein Lösegeld zu erpressen. Die SA-Leute wollten 10.000 Reichsmark erpressen.
In die Ermittlungen, die zur Ergreifung der Täter führten, war auch der legendäre Berliner Kriminalrat Ernst Gennat eingebunden.